# Кобильня (притока Мокрих Ялів)
Кобильня — річка в Україні, у Більмацькому, Розівському й Великоновосілківському районах Запорізької й Донецької областей. Ліва притока Мокрих Ялів (басейн Дніпра).

## Опис
Довжина річки приблизно 48 км, похил річки — 1,12 м/км. Площа басейну 375 км².

## Розташування
Бере початок на південно-східній околиці села Пробудження (колишнє Кол. Кейзердорф № 12). Спочатку тече на північний захід через Кобильне, Орлинське, потім повертає на північний схід і у Старомлинівці впадає в річку Мокрі Яли, ліву притоку Вовчої.
Сучасна річка залишилася лише у трьох відрізках загальною довжиною приблизно 15 км.
Річку перетинає автошлях Н08

## Цікавий факт
- У каталозі річок України помилково вказана довжина річки 12 км.